# Южно-Африканский Союз в Первой мировой войне
Южно-Африканский Союз вступил в Первую мировую войну одновременно с Великобританией, которая объявила войну Германии 4 августа 1914 года.
Южноафриканские Союзные силы обороны участвовали в операциях против германских колоний в Африке, в операциях на Западном фронте и боевых действиях на Ближнем Востоке. Африканеры, составлявшие бо́льшую часть белого населения страны, были против вступления в войну. Однако руководство ЮАС подавило все волнения в стране и приняло активное участие в мировой войне.

## Боевые действия в Африке
С началом войны боевые действия активно развернулись в Африке, где Германия имела колонии. Южноафриканские войска были направлены в Юго-Западную Африку под командованием генерала Луиса Боты. В ходе боевых действий в этой колонии, южноафриканцам удалось разбить германские колониальные войска и получить контроль над этой колонией.
Помимо этого южноафриканские войска под командование генерала Яна Смэтса участвовали в боевых действиях против германских войск в Восточной Африке. Здесь им противостояли германские войска под командованием генерала Леттов Форбека. Бои носили упорный характер, и ни одна из сторон не могла достигнуть победы. Боевые действия здесь завершились лишь в ноябре 1918 года, когда, узнав о капитуляции Германии Леттов Форбек, принял решение сложить оружие.

## Другие театры боевых действий
Помимо этого одна пехотная бригада южноафриканских войск, была отправлена во Францию сражаться на Западном фронте, южноафриканские войска приняли активное участие в различных операциях против германских войск на Западе. Южноафриканцы участвовали в битве на Сомме. Также некоторые подразделения южноафриканцев воевали в Египте и Палестине против турецких войск. Помимо этого около 3000 южноафриканцев служили в составе британских ВВС.

## Итоги
ЮАС сыграл существенную роль в победе Антанты в мировой войне, фактически захватив две германские колонии в Африке. Также британский флот использовал южноафриканские порты.
За время боевых действий Армия ЮАС потеряла 7000 человек убитыми и 12 000 человек ранеными.
По условиям мира, ЮАС получал мандат на бывшие германские колонии в Южной Африке.